# Nagylengyel
Nagylengyel là một thị trấn thuộc hạt Zala, Hungary. Thị trấn này có diện tích 10,24 km², dân số năm 2010 là 521 người, mật độ 51 người/km².